# Ex palazzo della Banca d'Italia
L'ex palazzo della Banca d'Italia è un edificio situato nel centro storico di Grosseto, tra il lato meridionale di piazza Socci e la sponda occidentale di corso Carducci.

## Storia
Il luogo dove sorge il palazzo era occupato alla fine del XVIII secolo da due stretti edifici adiacenti, affacciati sul corso principale, come dimostrato dal catasto leopoldino. Nel corso del XIX secolo qui aveva sede l'albergo "Stella d'Italia", fondato dalla vedova Palandri e poi proprietà di Oreste Civinini, di cui fa menzione anche George Dennis durante il suo secondo viaggio in Etruria che lo ricorda con queste parole: «la Stella d'Italia, i cui pregi non posso esprimere meglio che col dire che è una delle migliori tra Pisa e Roma; il padrone, il signor Civinini, è il successore della vedova Palandri, un tempo conosciuta in lungo e in largo per tutta la Maremma, non solo per l'eccellenza dell'alloggio, ma per il vanto di aver vissuto da ragazza, da moglie e da vedova per più di sessant'anni a Grosseto, d'estate come d'inverno, sempre in buona salute: un monumento vivente alle capacità di adattamento della costituzione umana e delle sue possibilità di resistere alle più nocive influenze della Natura».
Verso la fine del secolo l'albergo fu trasferito in un nuovo edificio costruito nel 1890 in via Garibaldi, e la vecchia sede della Stella d'Italia venne venduta nel 1896 alla Banca d'Italia, che iniziò una serie di ristrutturazioni e ampliamenti, contestualmente al rifacimento di piazza Socci da parte di Giuseppe Luciani e l'opera di riqualificazione del corso, per ospitarvi la sede provinciale dell'ente bancario nazionale.
Al palazzo venne conferito un nuovo aspetto in seguito a un'opera di ristrutturazione avvenuta nel 1925, inserendosi in quel gusto eclettico-modernista, con tendenza al liberty, che in quegli anni non solo a Grosseto era andato a modificare l'immagine di numerosi edifici storici. Un progetto vicino al barocchetto di Marcello Piacentini, progettista di numerose sedi per conto della Banca d'Italia, non sarà pienamente realizzato; è probabile che tale progetto sia stato "semplificato" nelle forme dall'intervento di professionisti locali, fenomeno comune nella storia dell'architettura grossetana.
Il palazzo è stato sede della banca fino al 1977, quando questa è stata trasferita in un nuovo e più funzionale edificio poco fuori dalle mura cittadine, in viale Matteotti. Da allora l'edificio ospita vari uffici e studi professionali.

## Descrizione
Il palazzo si sviluppa a pianta poligonale, articolandosi su quattro livelli. Il portale d'ingresso principale, che si apre al centro della facciata che guarda sulla piazza, culmina in alto con un arco tondo. Il pian terreno si caratterizza per pareti esterne rivestite in bugnato, che lascia spazio all'intonaco dei livelli superiori al di sopra della prima cordonatura che divide il piano terra dal primo piano. Le finestre presentano forma quadrata al pian terreno, mentre assumono forma rettangolare ai livelli superiori, ove culminano con architrave che, al primo livello, incorpora un caratteristico ornamento in stile liberty con motivo a conchiglia centrale, che ben si integra nel più diffuso revival neoclassico che caratterizza, nell'insieme, l'intero edificio.
Su via Fulceri Paolucci de' Calboli si affaccia un cortile annesso al palazzo.